# Linalil-acetát
A linalil-acetát egy monoterpén észter, összegképlete:  C12H20O2.
Színtelen folyadék, édes illattal. Linaloolból és ecetsavból keletkezik észterképződéssel. Főleg a jázminolajban és a bergamottolajban található. A linalil-acetát stabilabb, mint a nem észterezett linalool.